# Hangyafarm

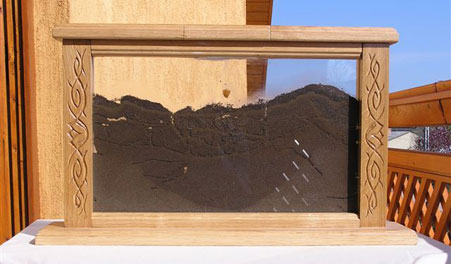
Hangyafarm

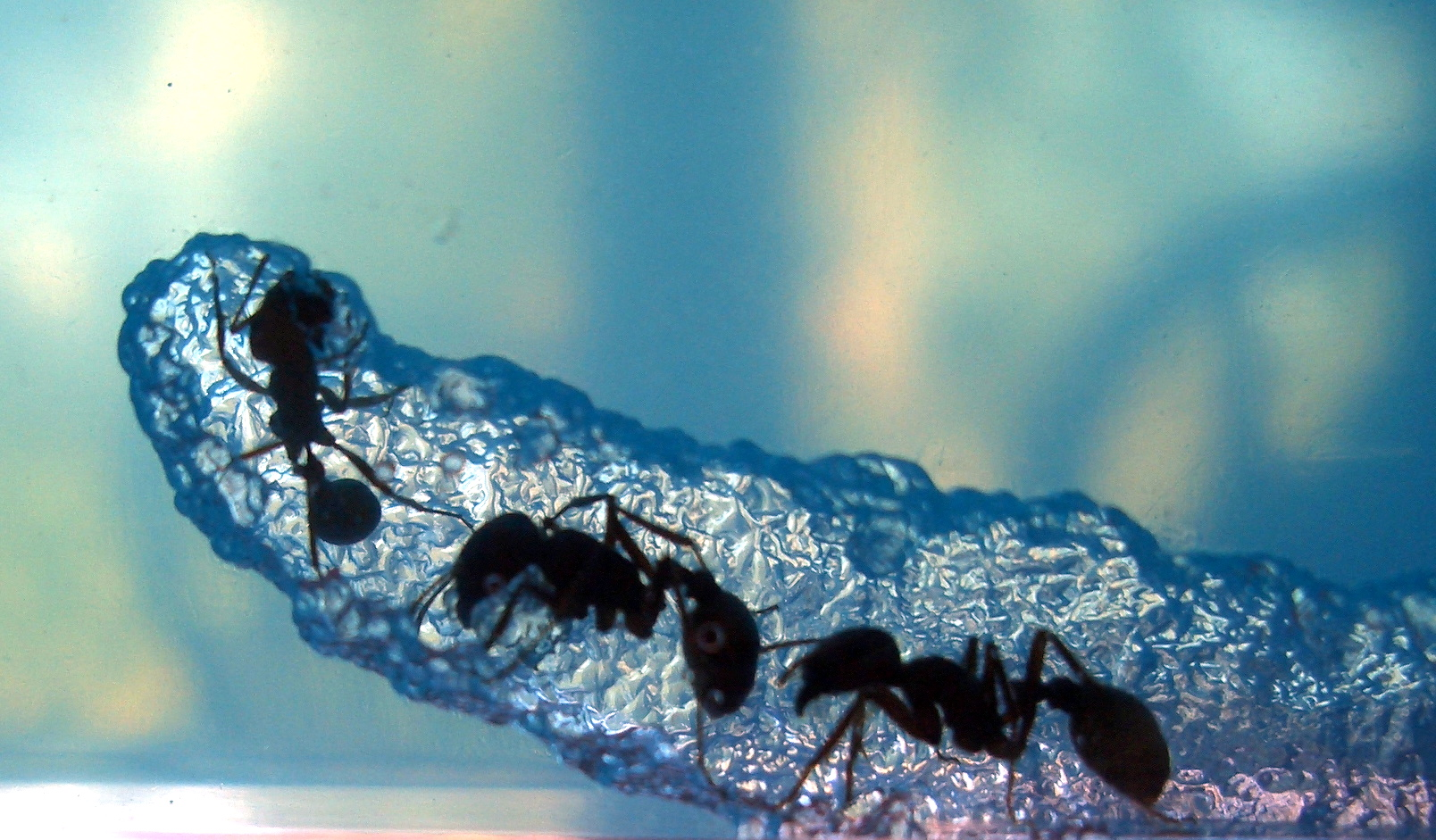
Hangyák menetelnek az áttetsző csövekben.

Hangyafarmnak (latinul: formicarium) nevezünk minden olyan terráriumot, amelyekben hangyakolóniát tartanak mesterséges körülmények között, tanulmányozva a hangyák viselkedését, a hangya-közösségek életét.

## Szerkezete
A hangyafarm általában átlátszó oldalú (műanyag vagy üveg) doboz, egy hangyakolónia vizsgálható egy dobozban. Először 1929-ben készítették el, 1931-ben Frank Eugene Austin, a Dartmouth College tanára találmányaként jegyezték be a szabadalmi hivatalba a szerkezetet.
A legtöbb hangyafarm tartalmaz "előre gyártott" alagutakat és kisebb barlangokat az átlátszó üvegfal mellett, így közvetlenül tanulmányozható a hangyakolónia élete. Újabban egyfajta átlátszó zselét használnak, amely egyben a hangyák tápláléka is. Ebben - egyesek szerint - sokkal jobban megfigyelhető a hangyák viselkedése, de ez természetesen nem igaz, a tisztán plexiből készült formikáriumok adják a legteljesebb betekintést a hangyakolónia életébe.

## Népszerűsége
A legismertebb típusú hangyafarm az Uncle Milton's Ant Farm márkanevű volt, 1956 óta az Uncle Milton Industries több mint 20 millió példányt adott el belőle, a formicariumokat postai úton kézbesítették.
A NASA 2003-ban tudományos kísérleteket végzett annak megvizsgálására, hogy miként viselkednek a hangyák a súlytalanságban. Ahhoz, hogy a hangyák által épített alagút a súlytalanság miatt ne omoljon össze, egy speciális zselét fejlesztettek ki, ami a hangyák számára egyaránt szolgál táplálékként és folyadékként. Így hozta létre a Fascinations az Antworks hangyafarmját. Ezzel a hangyafarmmal professzionális körülmények között lehet megfigyelni a világ legszorgalmasabb élőlényeit, hogy miként építik ki az alagútrendszerüket, hogyan kommunikálnak és hogyan élik mindennapjaikat.

## Lásd még
- SimAnt